# Атрани

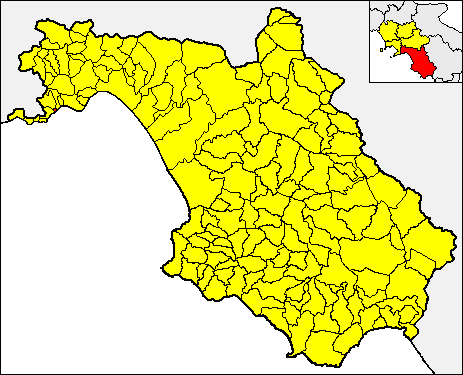
Расположение коммуны Атрани в провинции Салерно

Атрани (итал. Atrani) — коммуна в Италии, располагается в регионе Кампания, в провинции Салерно.
Покровительницей коммуны почитается святая равноапостольная Мария Магдалина, празднование 22 июля и в третье воскресение октября.

## История
Согласно археологическим данным, в I веке н. э. на побережье в этих местах располагались римские виллы, которые оказались под слоем пепла после извержения Везувия в 79 году.
В V веке после вторжения варваров многие римляне, бежавшие из городов, сначала скрылись в горах Латтари, а затем основали поселения на побережье. Поселение Атрани впервые упоминается в письме, которое папа Григорий I написал в 596 году.
Когда поселение Атрани оказалось в составе Амальфитанского герцогства, то стало городом-двойником Амальфи. Его жителей называли «атранцами» в отличие от прочих жителей герцогства, которых называли «амальфитанцами». Когда в 987 году было образовано Амальфское архиепископство, то первым архиепископом стал атранец.
Случившаяся 24 сентября 1343 года морская буря, разрушившая значительную часть побережья, положило конец процветанию Амальфи и Атрани. После этого Амальфи и Атрани стали частью княжества Салерно.
За то, что в борьбе между папством и императорами Священной Римской империи атранцы поддержали папу, Манфред Сицилийский направил против них войско из тысячи наёмников. Атранцы бежали в Амальфи, а наёмники поселились в покинутом поселении, и покинули его лишь много лет спустя; следы этой оккупации имеются даже сегодня — например, в виде некоторых слов, оставшихся в местном диалекте.

## Демография
Динамика населения: